# Romeoville
Romeoville ist ein Ort im Will County im Nordosten des amerikanischen Bundesstaats Illinois. Romeoville entstand am Illinois and Michigan Canal, etwa 40 km südöstlich vom Zentrum Chicagos und gehört zur Metropolregion Chicago. Romeoville hatte mit Stand 2000 gut 21.000 Einwohner, 2010 wurde die Bevölkerung auf knapp 40.000 geschätzt. Das U.S. Census Bureau hat bei der Volkszählung 2020 eine Einwohnerzahl von 39.863 ermittelt.

## Geographie
Das Dorf hat eine Fläche von ungefähr 39 km², wovon 1 km² Wasserfläche ist.

## Geschichte
Romeoville entstand 1835 als Hafen am neuerbauten Illinois and Michigan Canal, der dort den Des Plaines River schiffbar machte. Der nahe gelegene Ort Rairdon’s Subdivision wurde in Romeo umbenannt; wahrscheinlich komplementär zum südlich gelegenen Juliet. Als Juliet 1845 in Joliet umbenannt wurde, änderte auch Romeo den Namen: in Romeoville. Auf dem Kanal wurde vor allem Kohle und Öl transportiert. In Romeoville befindet sich eine große Ölraffinerie, in den 1930er Jahren zu Globe Oil gehörig, später Union Oil und heute Citgo. Bei einer Explosion in der Raffinerie wurden 1984 siebzehn Menschen getötet.
Die 1932 in Romeoville gegründete Privatuniversität Lewis University zählt knapp 7000 Studenten und wird vom katholischen Erzbistum Chicago getragen. Der Regionalflughafen von Romeoville, Lewis University Airport (IATA-Code LOT) ist nach der Universität benannt.

## Infrastruktur
Romeoville liegt ungefähr 30 Meilen von Chicago entfernt. Durch diese Nähe bedingt verfügt es über eine ausgezeichnete Infrastruktur.
Der nächste internationale Flughafen ist der O’Hare International Airport in Chicago.
Die Autobahnen Interstate 55, Interstate 355, Interstate 80, Interstate 88 und Interstate 50 sind in der näheren Umgebung von Romeoville.
Romeoville liegt am Illinois and Michigan Canal.